# Johan Bojer
Johan Bojer, född 1872 på Orkedalsøren vid Trondheim, död 1959, var en norsk författare. Han blev tidigt föräldralös och utackorderades hos fiskare och bönder. Han genomgick underofficerskola och handelsskola och arbetade som bl.a. fiskare, symaskinsagent och kontorist.
Han skrev psykologiska romaner. Till de bästa böckerna i hans stora produktion räknas romanerna om hembygden (t.ex. Den siste vikingen), Lofotenfiskarnas liv (Den siste vikingen) och om emigrationen till Amerika (Vår egen stam).
Bojers pjäs Sigurd Braa blev 1943 filmatiserad som Sangen til livet.